# 吾国山
吾国山（わがくにさん）は、茨城県笠間市と石岡市の境にある標高518 mの山。どの方面から見ても端正な円錐形をしており、山頂からの展望がよい。南東に伸びる尾根上に、難台山、愛宕山へのハイキングコースが続いている。山と溪谷社が選定した関東百名山のひとつである。

## 概要
筑波山地の北東部に連なる山列の中央に位置する山で、周辺の山とともに吾国・愛宕県立自然公園に指定されている。山頂部には田上神社と一等三角点がある。西面が開けており、筑波山や加波山が間近に聳える。道祖神峠から板敷山方面に林道を下ったところに、吾国山フライトエリアがあり、ハンググライダーを楽しむ人々でも賑わう。

## 登山
笠間・吾国愛宕県立自然公園ハイキングコースは常磐線岩間駅から愛宕山、難台山を経由して吾国山まで縦走できる。なお、吾国山から水戸線福原駅に下りることができ、約6時間半で全行程を縦走できる。コースはアップダウンがあり健脚者向きである。スズランの群生地では、例年5月上旬 - 中旬に見ごろを迎える。この群生地に咲くスズランは日本古来の自生のスズランである。
なお、道祖神峠からであれば30分程度で登ることもできる。

## ギャラリー

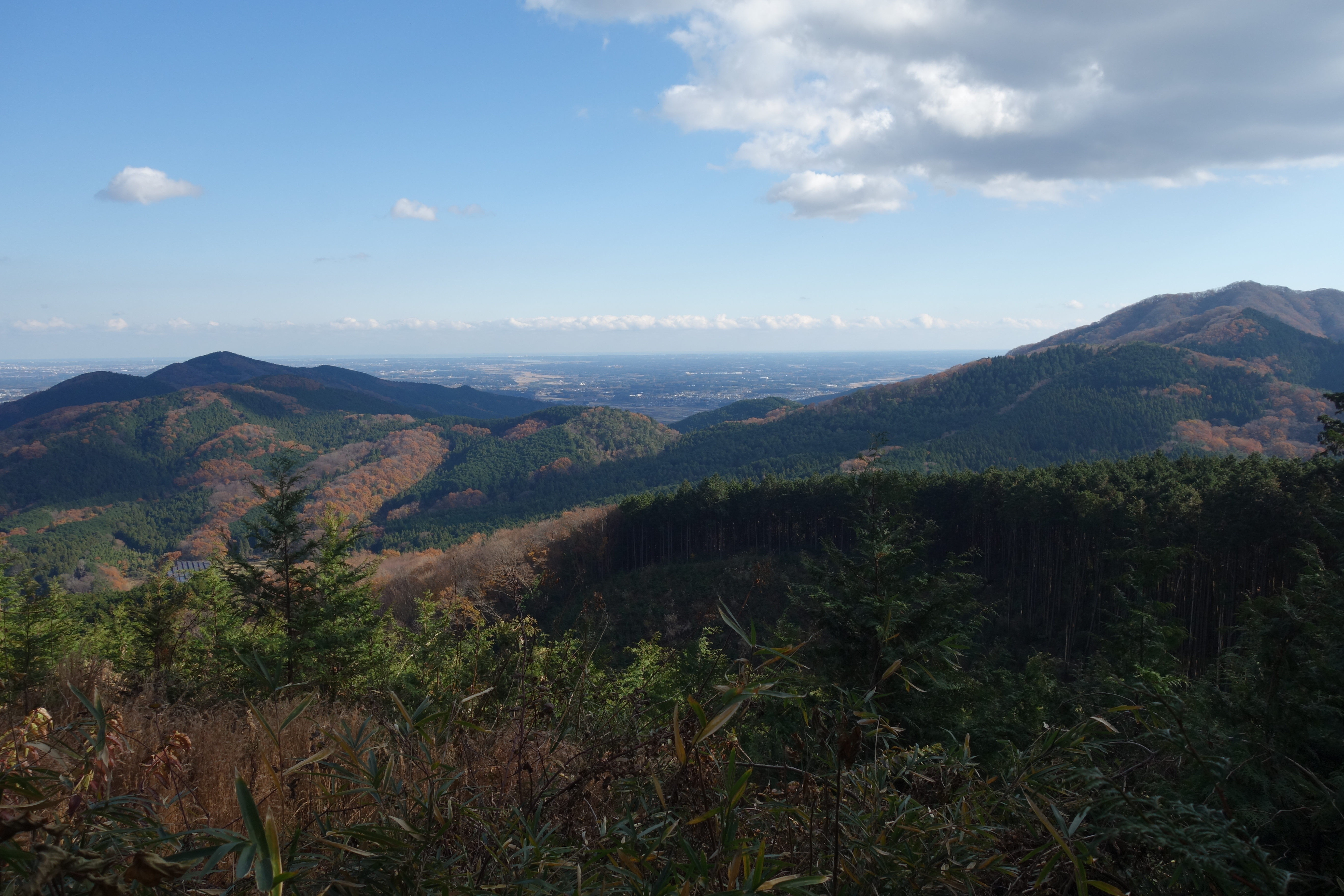
加賀田山と難台山
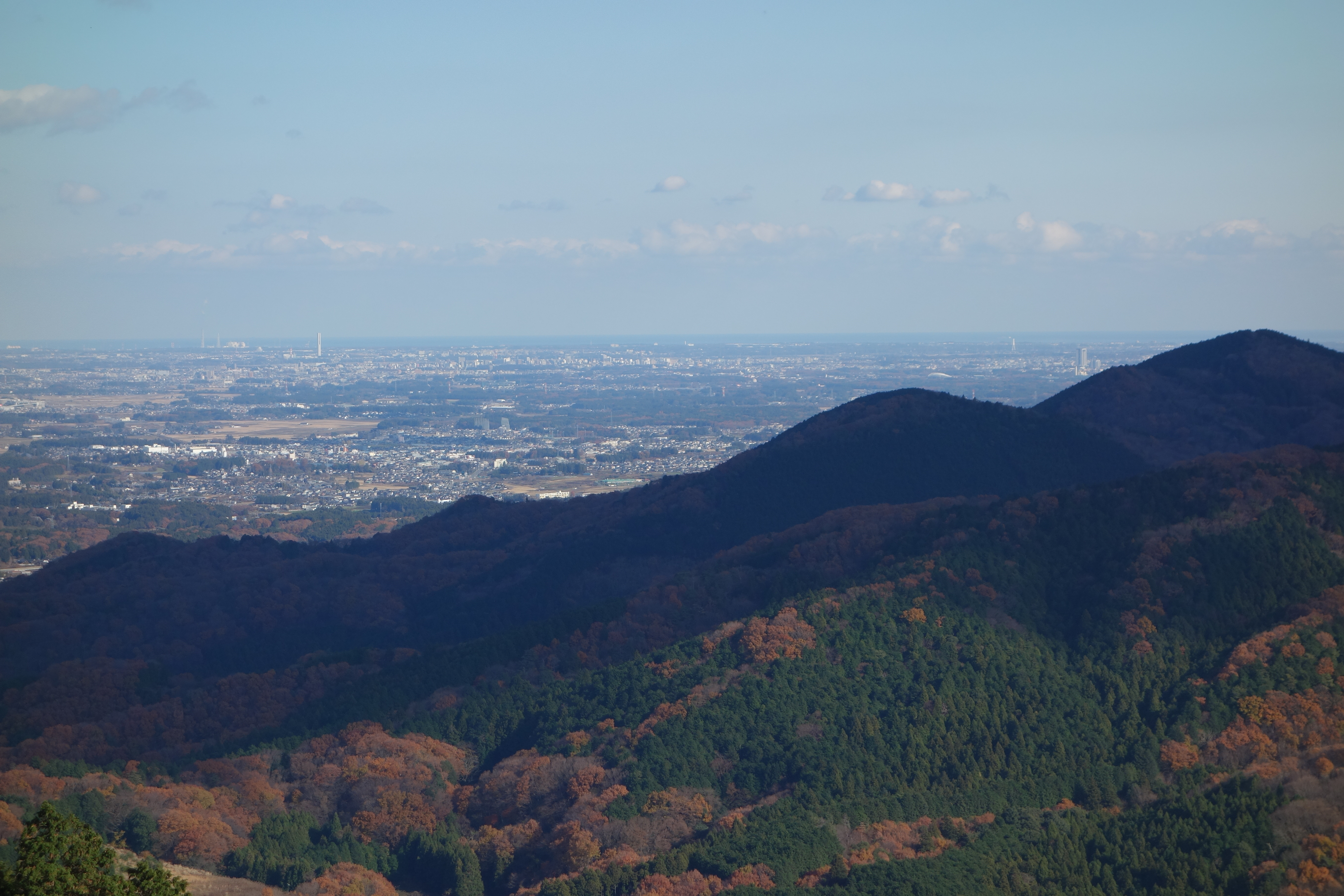
加賀田山越しに茨城県庁が見える
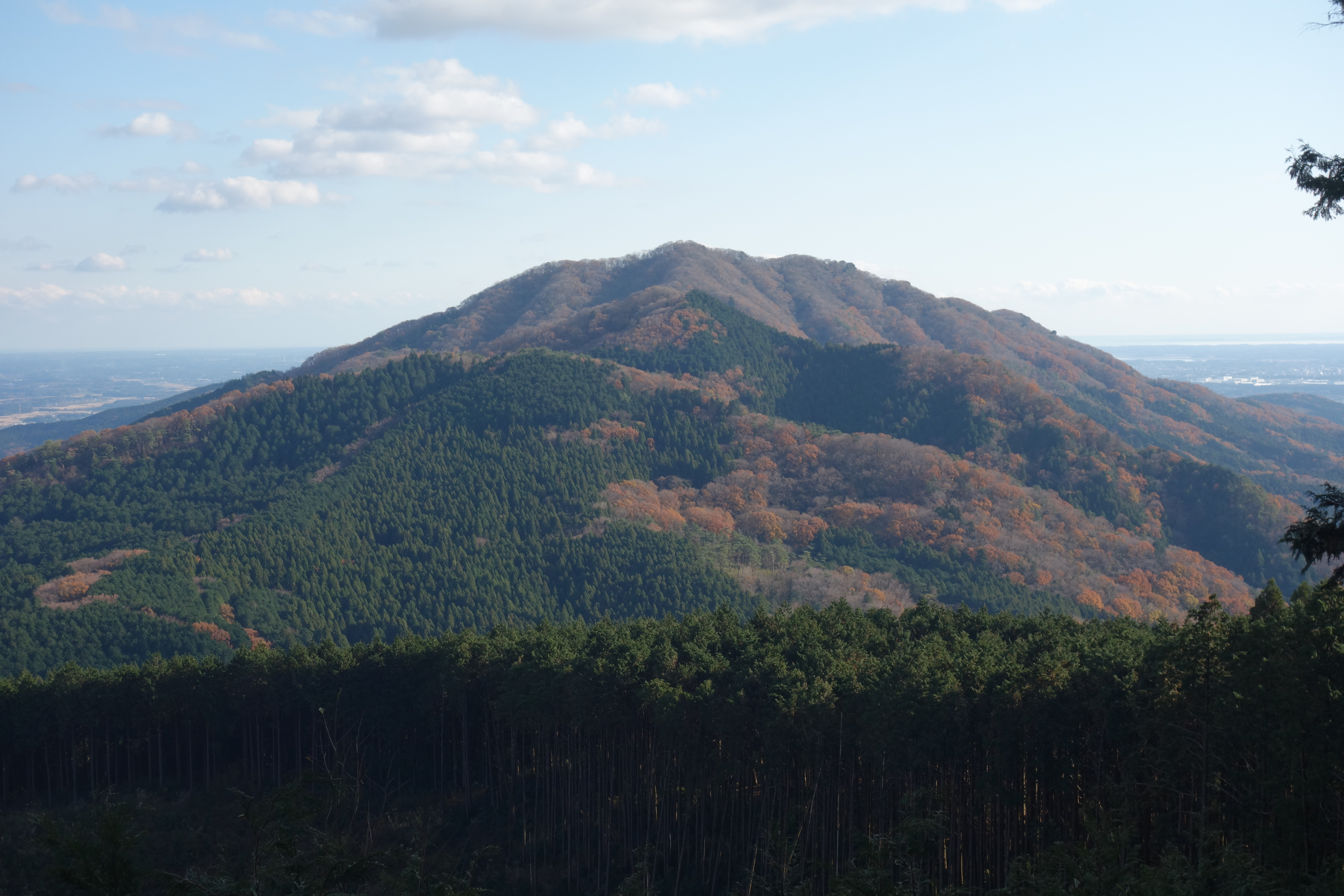
吾国山直下からの難台山
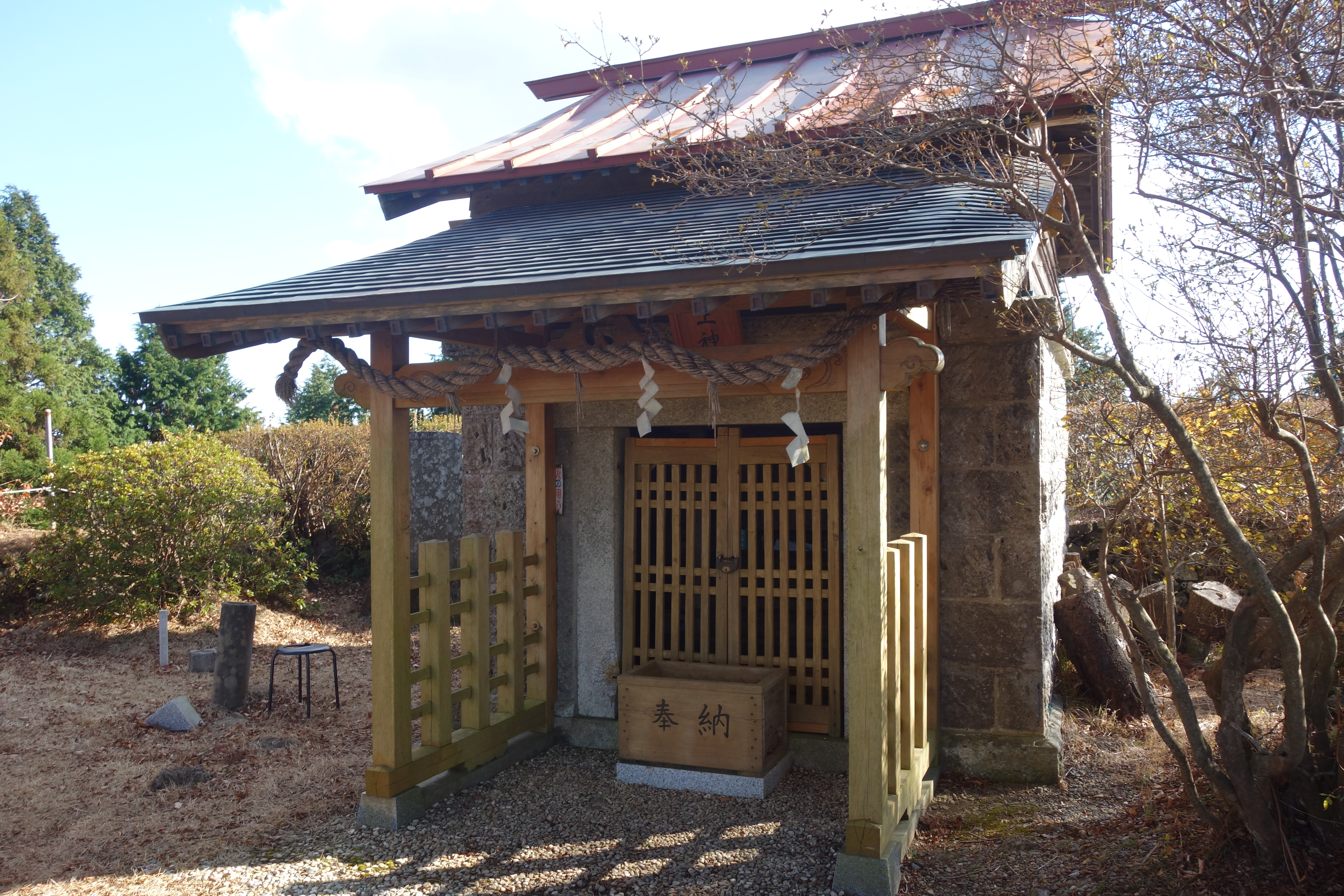
吾国山山頂の田上神社
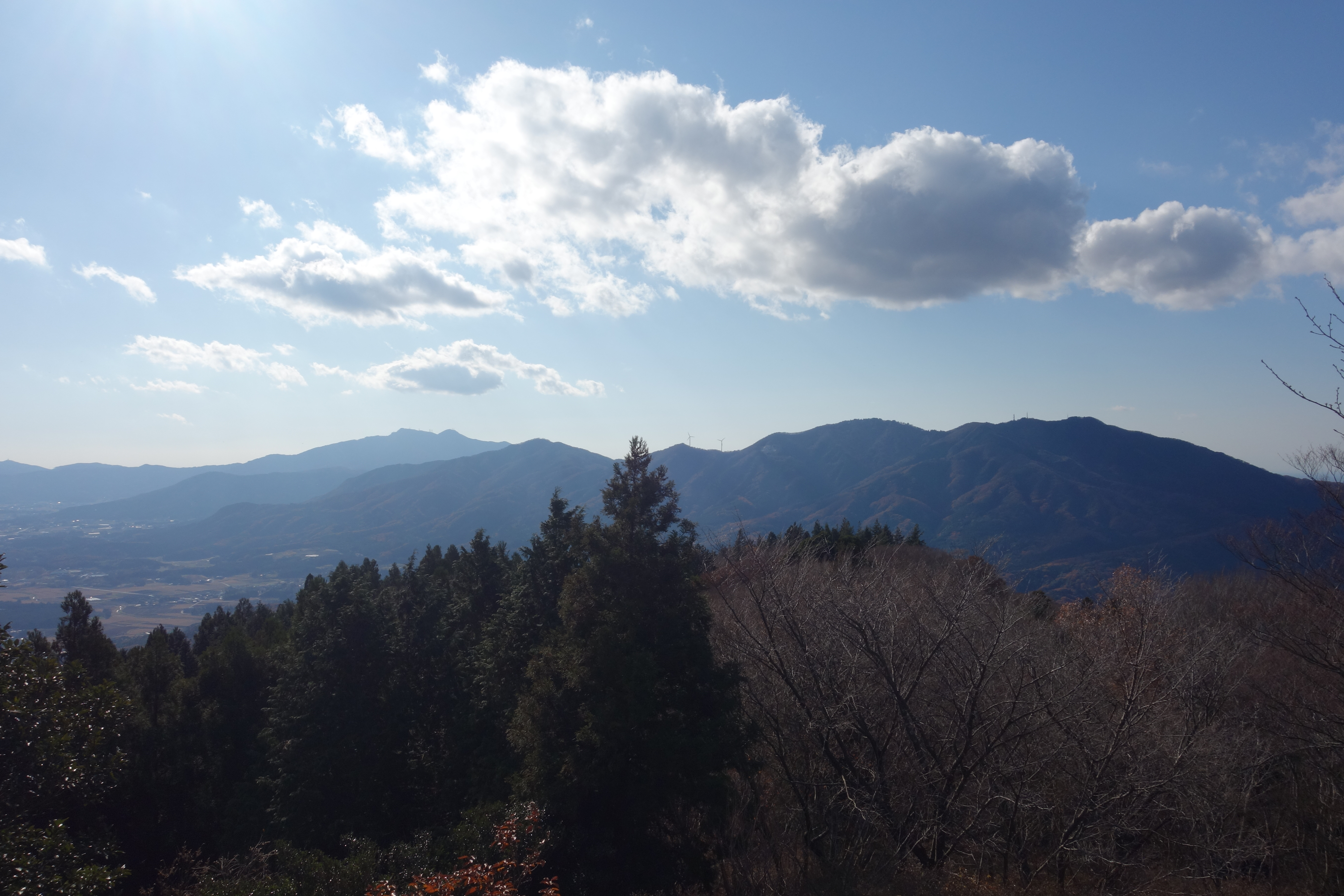
吾国山山頂から筑波山と加波山
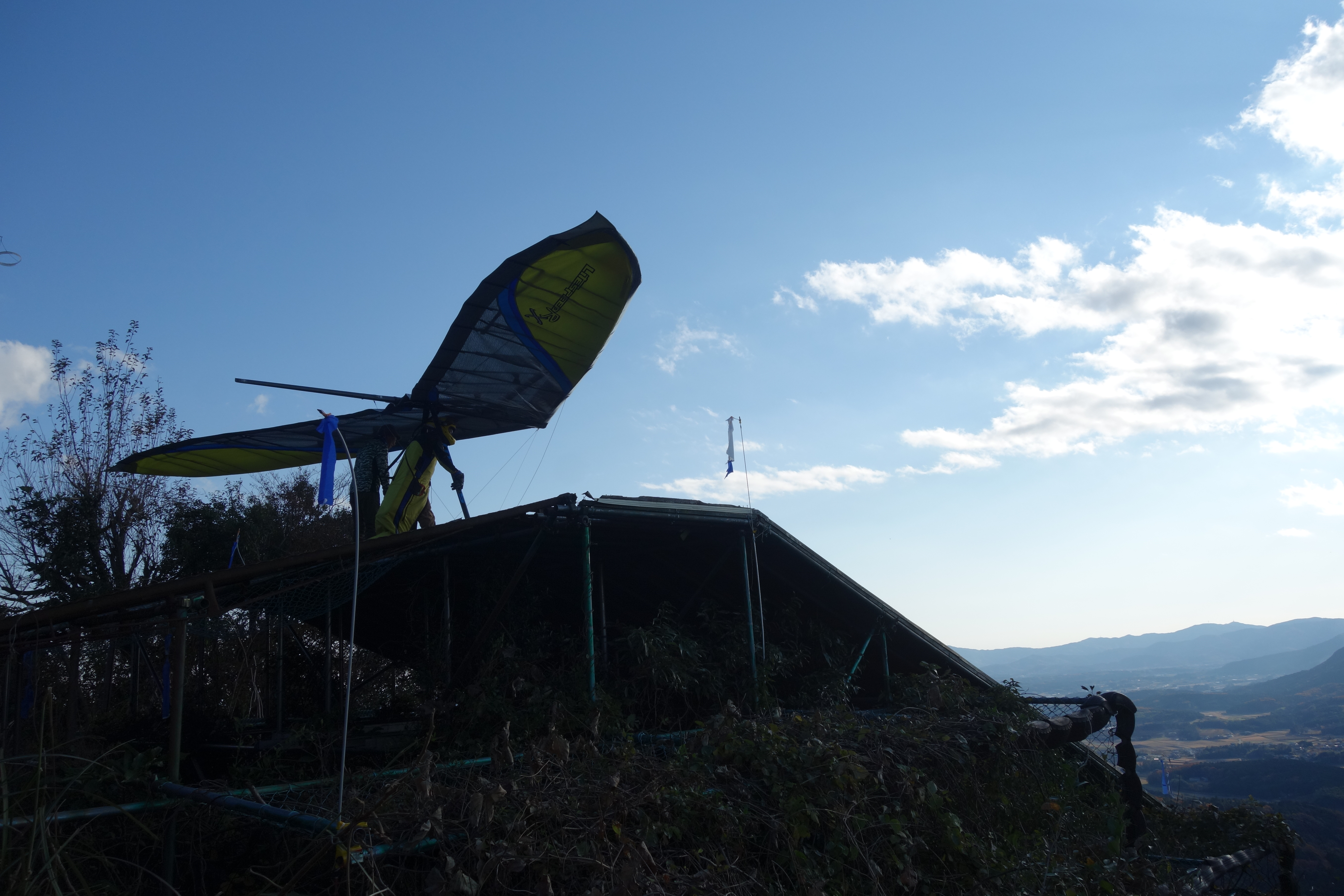
吾国山フライトエリア